# All Men Are Liars (film fra 1919)
All Men Are Liars er en britisk stumfilm fra 1919 af Sidney Morgan.

## Medvirkende
- Alice Russon - Hope
- Bruce Gordon - Stephen
- Jessie Earle - Isobel
- George Harrington - Luke